# Propsilocerus lusatiensis
Propsilocerus lusatiensis är en tvåvingeart som beskrevs av Barthelmes 1964. Propsilocerus lusatiensis ingår i släktet Propsilocerus och familjen fjädermyggor. Inga underarter finns listade i Catalogue of Life.